# Skovlunde Sogn
Skovlunde Sogn er et sogn i Ballerup-Furesø Provsti (Helsingør Stift). Sognet ligger i Ballerup Kommune (Region Hovedstaden). Indtil Kommunalreformen i 2007 lå det i Ballerup Kommune (Københavns Amt), og indtil Kommunalreformen i 1970 lå det i Smørum Herred (Københavns Amt). I Skovlunde Sogn ligger Skovlunde Kirke.
Skovlunde Sogn blev udskilt fra Ballerup Sogn 1. august 1961. Der var allerede oprettet en vandrekirke i 1959 ca. hvor Skovlunde Torv er nu. I 1969 påbegyndtes byggeriet af Skovlunde Kirke som blev indviet i 1972.
I Skovlunde Sogn findes flg. autoriserede stednavne:
- Harrestrup (bebyggelse, ejerlav)
- Skovlunde (bebyggelse, ejerlav)
- Skovlunde (station)